# Todd Tiahrt
William Todd Tiahrt (Vermillion, 15 giugno 1951) è un politico statunitense, membro della Camera dei Rappresentanti per lo stato del Kansas dal 1995 al 2011.

## Biografia
Nato nel Dakota del Sud, Tiahrt lavorò alcuni anni per la Boeing e in seguito si dedicò alla politica con il Partito Repubblicano.
Nel 1992 venne eletto all'interno della legislatura statale del Kansas, poi due anni dopo si candidò alla Camera dei Rappresentanti contro il deputato democratico in carica Dan Glickman. Tiahrt riuscì a sconfiggere Glickman e in seguito fu rieletto per altri sette mandati.
Nel 2010 si candidò al Senato per il seggio lasciato vacante da Sam Brownback ma venne sconfitto nelle primarie da Jerry Moran.
Nel 2014 tentò di tornare nuovamente al Congresso candidandosi per il suo vecchio seggio alla Camera ma venne sconfitto nelle primarie repubblicane dal deputato in carica Mike Pompeo.